# Sebastian Szymański
Sebastian Szymański, född 10 maj 1999, är en polsk fotbollsspelare som spelar för Fenerbahçe och Polens landslag.

## Klubbkarriär
Den 1 juli 2019 värvades Szymański till Dynamo Moskva, han skrev på ett 5-årskontrakt med klubben. Den 22 juli 2022 lånades Szymański ut till nederländska Feyenoord på ett säsongslån.
Den 12 juli 2023 värvades Szymański av turkiska Fenerbahçe, där han skrev på ett fyraårskontrakt.

## Landslagskarriär
Szymański debuterade för Polens landslag den 9 september 2019 i ett EM-kval möte mot Österrike, där han blev inbytt mot Kamil Grosicki i den 70 minuten.